# 王郁昭
王郁昭（1926年2月—2016年7月17日），山东省文登县大水泊镇方池泊村人。中华人民共和国政治人物。曾任安徽省滁县地区地委书记，任内见证安徽凤阳小岗村「包产到户」运动，成为中国农村改革、终结人民公社制度的序幕；後任安徽省省长、中共中央农村政策研究室副主任。

## 生平
1941年，王郁昭参加中国共产党领导的敌后抗日活动，历任天福山区中心小学校长、天福山区抗日救国会会长；威海市区文教助理、威海市政府教育科科员。1945年8月任威海市武工队第一副教导员。1948年初，南下编入华东野战军先遣纵队，先后参加开封战役、豫东战役、淮海战役、渡江战役等战役。
中国人民解放军占领安徽芜湖后，1949年4月，王郁昭任芜湖市军管会文教部军代表。此后，王郁昭一直在安徽的高等院校工作，历任国立安徽大学军代表、校长办公室主任，安徽师范学院教务长，安徽省科委副秘书长，合肥师范学院副院长兼政教系主任、党委宣传部长。文化大革命开始后，王郁昭被打倒，关入牛棚三年。1969年，全家被下放至淮北当农民。 

### 包产到组
1970年1月，王郁昭结束改造，被派往安徽省滁县地区全椒县工作，任全椒县革命委员会主任。1973年任中共全椒县委书记。在全椒县工作的五年内，全椒县由安徽省的后进县变为先进县。 1975年起，王郁昭历任滁县地区革命委员会主任、中共安徽省滁县地委副书记、书记。
1977年上半年，王郁昭组织干部深入400多个生产队调查，向中共安徽省委写了《关于落实党的农村经济政策的调查情况和今后意见》的报告。不久，万里出任中共安徽省委第一书记、安徽省革命委员会主任，看到该报告后，当即批转各地委、市委，指出“滁县地区组织力量深入群众，对农村经济政策认真进行调查研究，这是个好的开端。这个问题很值得引起各地重视。报告所提的意见，可供各地参考。”此为万里到安徽省任职后批转的首个报告。此后，中共安徽省委负责人亲到农村调查，在该报告的基础上形成了中共安徽省委《关于当前农村经济政策的几个问题的决定》，引起震动，受基层干部及农民的普遍欢迎。1978年2月3日《人民日报》为此发表《一份省委文件的诞生》。
1978年4月，在省委第一书记万里邀请下，候任广东省委第一书记的习仲勋，委托妻齐心、子习近平（时在清华大学就读）、时任广东省革委会副主任黄静波三人，赴安徽全椒县考察扩大生产队自主权和农业生产责任制等做法。2024年，在中共二十届三中全会前夕，新华社重提此事，以宣讲习近平“尊重人民首创精神”的“改革初心”有其源流。
1978年，安徽省遭遇特大旱灾。同年9月初，王郁昭主持召开了四级干部会议，布置生产自救及秋耕秋种工作。会上，部分基层干部公开报告生产自救“秘密武器”称，来安县烟陈公社魏郢生产队实行包产到组，天长县新街公社实行棉花包产到户，来安县广大公社实行干部岗位责任制，年终按照各项生产指标奖罚。上述办法当时在政治上属“禁区”，但大大调动了农民积极性，在旱灾年获得了全面增产。会后，王郁昭向万里汇报了农村问题、抗旱救灾的情况，以及上述三个“秘密武器”的作用。万里要求王郁昭对上述三个典型进行调查，并向中共安徽省委写出报告，支持扩大试点工作。中共滁县地委将三个调查报告向全区印发，要求各个县首先在一个大队或者一个公社试点，取得经验之后逐步推广。文件下达之后，各个县争相要求扩大试点范围，很多公社、大队争当试点，非试点公社、大队也自发推广。至1979年3月，滁县地区实行包产到组的生产队达到了68.3%。
1979年，部分生产队秘密搞包产到户，其中凤阳县梨园公社小岗生产队首创“大包干到户”（简称“大包干”）。1979年秋，中共滁县地委在凤阳县召开三级干部会，参观包干到组的岳林大队、后杨生产队，此外王郁昭还组织县委书记及地区各部委科局以上干部到小岗生产队，召开现场会。 1979年，小岗生产队18户农民有12户生产的粮食超过了万斤，油料产量超过了自开展合作化以来20年的总和，社员收入比上年增长了6倍。自1957年起，小岗生产队首次向国家交售粮食及油料，分别超额6倍及80倍。邓小平曾说：“凤阳花鼓中唱的那个凤阳县，绝大多数生产队搞了大包干，也是一年翻身，改变面貌。”1980年初，中共安徽省委召开全省农村工作会议，王郁昭在会上作《顺应民心，积极引导》发言，提出要给“大包干”报户口，承认其为社会主义生产责任制形式。万里对此积极支持，大包干责任制在安徽省放开。
1980年春，万里自安徽省调往中央工作后，安徽省乃至全中国围绕大包干展开了激烈争论。有的说包产到户不是社会主义方向，县级以上领导干部不要犯机会主义即修正主义错误。安徽省农村改革由此发生急速倒退。关键时刻，中共安徽省委领导给王郁昭看了尚未公开发表的邓小平《关于农村政策问题》的内部谈话。王郁昭迅速向各个县委书记进行传达。滁县地区的大包干责任制又迅猛推进。虽然邓小平对“大包干”表示，但在1980年8月的中共安徽省委常委扩大会议上，除滁县地区、六安地区以外，会议形成了“一边倒”对“双包到户”进行围攻的势头。王郁昭发言列举数字说明，双包到户增产最多，其次是双包到组，坚持“大锅饭”的生产队则平产或减产。王郁昭的结论是“队不如组，组不如户。”希望上级领导支持滁县地区继续搞“双包到户”。1980年9月27日，中共中央印发《关于进一步加强和完善农业生产责任制》的通知，1981年中央一号文件正式放开双包到户，明确其为社会主义性质的生产责任制。包产到户自此在全中国迅速普及，1983年全中国实行“大包干”的生产队已达95%以上。
1982年4月，王郁昭升任中共安徽省委常委。1983年，王郁昭任中共安徽省委副书记、安徽省省长。当时，安徽的乡镇企业发展较为落后，王郁昭较早提出户办、联户办、村办、乡（镇）办“四轮驱动”方针，强调重点抓“三专”（专业户、专业村、专业经济小区），“两厂”（家庭工厂、联户工厂），以使区域经济得到发展，将乡镇企业的发展扎根于农民家庭经营中。安徽省在稳定并完善家庭联产承包责任制的基础之上，农村改革第二步重点放在乡镇企业发展及培育农贸市场、专业市场。
1987年秋，王郁昭调任中共中央农村政策研究室副主任。此后任国务院发展研究中心副主任。他是中共第十二届中央候补委员，第七届全国政协委员，第八届全国政协常委、全国政协经济委员会常务副主任。1980年代末，农民外出打工，形成“民工潮”，很多人对此表示反对，但王郁昭认为农民工是社会主义现代化建设的资源。为此，王郁昭发起，经中华人民共和国民政部注册批准，成立了“中国农村劳动力资源开发研究会”，王郁昭当选第一任会长。王郁昭说，“农村大量剩余劳动力向非农产业转移完成之时，也就是我国四个现代化成功之日。”1990年代后期起，王郁昭历任中国扶贫基金会常务副会长、会长。他还曾任中国城乡发展国际交流协会会长。2000年8月，王郁昭离休。
2016年7月17日于北京逝世。

## 著作
- 《农民充分就业与全面建设小康社会》
- 《农民打工创业的两个飞跃》
- 《科学实验的认识论意义》
- 《我国经济体制改革的一项历史性决策——农村家庭聯產承包制的由来和发展》
- 《大包干与大趋势》
- 《尊重农民的抉择》
- 《农村改革纵横谈》
- 主编《当代农村文库》
- 主编《中国农村改革十年》

## 延伸阅读
- 柏晶伟，为农业大包干报户口的人：王郁昭，北京：中国发展出版社，2007年

| 政府职务      | 政府职务                                      | 政府职务      |
| ------------- | --------------------------------------------- | ------------- |
| 前任： 周子健 | 安徽省人民政府省长 1983年4月—1987年6月        | 繼任： 卢荣景 |
| 前任： 涂竹西 | 滁县地区革命委员会主任 1975年—1978年？        | 繼任： 吴炎武 |
| 政党职务      |                                               |               |
| 前任： 涂竹西 | 中国共产党滁县地区委员会书记 1978年—1982年4月 | 繼任： 吴炎武 |